# 武德之治

唐高祖李淵

武德之治，是指中国唐高祖李渊武德时期所创立的初唐制度和政治格局。武德之治，从任何现实标准来衡量，都算得上取得了突出的成就；从其结果来看，唐朝已经奠定了坚实的行政、经济和军事基础。总而言之，唐高祖为他儿子的辉煌统治奠定了必不可少的基础。
唐高祖长期以来被治史者认为是平庸无能之辈，但近代国内史学界已逐渐清除笼罩在初唐史上的迷雾，并肯定了李渊的建唐开国之功。唐高祖之所以遭到冷落，一是因为他统治时期短，並夹處在中国史上知名的隋炀帝和唐太宗之间，二是他的开国之功被后世史家精心地掩盖。
实际上，唐高祖举兵反隋时尽管已52岁，他仍然不失为一个有雄心壮志、生气勃勃的干练领袖人物。有充分材料可以证明，他具有不凡的抱负。恰恰是他策划了太原起兵，对瓦岗军的首领李密和东突厥的外交攻势使得唐军能攻占隋都大兴城，并且使得唐军能组织和加强在关中的力量而无虞敌军的阻碍。其后唐高祖又纳封德彝的提议，向突厥反攻，前后击退东突厥17次，包括由北方军阀梁师都、苑君璋和睦伽陀引突厥兵入塞的3次，共斩1万馀级和特勒1人，俘获俟斤阿史德乌没啜。他推行的大赦、封官许愿等政策，再加上李世民在战场上的胜利，有助于使新王朝取得很多必要的支援，促成了全国的重新统一。
唐高祖也继续实行隋朝的发展水利和运河体系的政策，624年在陕西建成了一套给水系统，它引黄河水浇地八万多英亩，次年在陕西建造了一条漕运运河，它有助于京城的物资供应。当唐高祖最初起兵太原时，他颁布了一系列宽厚法令以缓和隋炀帝那一套严刑峻罚，取代了隋炀帝的严苛而繁杂的法律。
《剑桥中国隋唐史》指出唐初，隋朝的国库和仓储本来几乎空无所有，后来由于唐高祖喜欢大赏他的支持者而弄得更加空虚。唐高祖入西京长安后，要赏赐义师，府库一点都拿不出东西，遂按照刘世龙的建议靠砍伐长安城中六坊和苑中的树木为柴，用来换取几十万匹布帛才足够。

## 註腳
1. 1 2 3 4 5 6  崔瑞德，剑桥中国隋唐史（589-906年），中国社会科学出版社，ISBN 9787500405610。
2. ↑  己巳，并州大总管襄邑王神符破突厥于汾东；汾州刺史萧顗破突厥，斩首五千馀级。……癸巳，交州刺史权士通、弘州总管宇文歆、灵州总管杨师道击突厥于三观山，破之。……丙申，宇文歆邀突厥于崇岗镇，大破之，斩首千馀级。壬寅，定州总管双士洛等击突厥于恒山之南，丙午，领军将军安兴贵击突厥于甘州，皆破之。……梁师都遣弟洛儿引突厥数万围之，道宗乘间出击，大破之。突厥与师都连结，遣其郁射设入居故五原，道宗逐出之，斥地千馀里。《资治通鉴·卷第一百九十》
己巳，苑君璋以突厥寇朔州，总管秦武通击却之。……戊寅，寇绥州，刺史刘大俱击却之。……甲寅，凉州胡睦伽陀引突厥袭都督府，入子城；长史刘君杰击破之。……庚辰，突厥寇灵武。甲申，灵州都督任城王道宗击破之。……癸巳，突厥没贺咄设陷并州一县。丙申，代州都督蔺謩击破之。……丙午，右领军将军王君廓破突厥于幽州，俘斩二千馀人。……丁巳，突厥寇凉州，都督长乐王幼良击走之。……戊寅，安州大都督李靖与突厥颉利可汗战于灵州之硖石，自旦至申，突厥乃退。……己丑，柴绍破突厥于秦州，斩特勒一人，士卒首千馀级。……己卯，突厥进寇高陵。辛巳，泾州道行军总管尉迟敬德与突厥战于泾阳，大破之，获其俟斤阿史德乌没啜，斩首千馀级。《资治通鉴·卷第一百九十一》
3. ↑  渊倾府库以赐勋人，国用不足，右光禄大夫刘世龙献策，以为“今义师数万，并在京师，樵苏贵而布帛贱；请伐六街及苑中树为樵，以易布帛，可得数十万匹。”渊从之。《资治通鉴·卷184》